# Factor de eficiencia de Oswald
El Factor de eficiencia de Oswald, similar a la  'eficiencia de envergadura' , es un factor de corrección que representa el cambio en la resistencia (inducida) con la sustentación de un ala tridimensional o un avión, en comparación con un ala ideal que tiene el mismo alargamiento y una distribución de sustentación elíptica.

## Definición
La eficiencia Oswald se define para los casos en que el coeficiente de arrastre del ala o avión tiene una constante de  dependencia cuadrática en el coeficiente de sustentación.
{\displaystyle C_{D}=C_{D_{0}}+{\frac {(C_{L})^{2}}{\pi e_{0}AR}}}
donde
| {\displaystyle C_{D}\;}     | es el promedio del coeficiente de arrastre,           |
| {\displaystyle C_{D_{0}}\;} | es el coeficiente de arrastre de cero levantamiento,  |
| {\displaystyle C_{L}\;}     | es el coeficiente de levantamiento,                   |
| {\displaystyle \pi \;}      | es la relación circunferencia-diámetro de un círculo, |
| {\displaystyle e_{0}\;}     | es el número de eficiencia de Oswald                  |
| {\displaystyle AR}          | es el alargamiento del ala.                           |
Para aviones convencionales de ala fija con una relación de aspecto y barrido moderados, el número de eficiencia de Oswald con los flaps retraídos suele estar entre 0,7 y 0,85.  A velocidades supersónicas, el número de eficiencia de Oswald disminuye sustancialmente.  Por ejemplo, a Mach 1,2 el número de eficiencia de Oswald probablemente esté entre 0,3 y 0,5.

## Comparación con el factor de eficiencia del tramo
Con frecuencia se asume que el número de eficiencia de Oswald es el mismo que el factor de eficiencia de tramo que aparece en la teoría de la línea de sustentación, y de hecho se suele utilizar el mismo símbolo e para ambos. Pero esto supone que el coeficiente de arrastre del perfil es independiente de {\displaystyle C_{L}}, lo que ciertamente no es cierto en general. Suponiendo que el arrastre de perfil tiene una dependencia constante+cuadrática de {\displaystyle C_{L}},
un desglose alternativo del coeficiente de arrastre puede ser dado por
{\displaystyle C_{D}=c_{d_{0}}+c_{d_{2}}(C_{L})^{2}+{\frac {(C_{L})^{2}}{\pi eAR}}}
donde
| {\displaystyle c_{d_{0}}\;} | es la parte constante del coeficiente de arrastre del perfil,                                      |
| {\displaystyle c_{d_{2}}\;} | es la parte cuadrática del coeficiente de arrastre del perfil,                                     |
| {\displaystyle e\;}         | es el factor de eficiencia del tramo de la teoría viscosa, como la teoría de la línea de elevación |
Al igualar las dos expresiones {\displaystyle C_{D}} se obtiene la relación entre el número de eficiencia de Oswald e0 y la eficiencia de la línea de elevación e.
{\displaystyle C_{D_{0}}=c_{d_{0}}}
{\displaystyle {\frac {1}{e_{0}}}={\frac {1}{e}}+\pi ARc_{d_{2}}}
Para la situación típica {\displaystyle c_{d_{2}}>0}, tenemos {\displaystyle e_{0}<e}.